# Norma Khouri
Norme Khouri, nom de plume de Norme Bagain Toliopoulos, née en 1970, est une auteure jordanienne, connue pour son ouvrage intitulé Pour l'honneur de Dalia (Forbidden Love), publié par Random House en 2003. L'ouvrage, devenu un best-seller, prétend décrire le supposé crime d'honneur de sa meilleure amie en Jordanie. Critiqué par les auteurs et éditeurs jordaniens, le livre est considéré comme une fraude littéraire en 2004.

## Biographie

### Jeunesse
Khouri naît en Jordanie en 1970, et part vivre à Chicago, aux États-Unis, avec ses parents en 1973. Elle y étudie à l'école catholique. En 1993, elle épouse John Toliopoulos, père de ses deux enfants, Zoe et Christopher. Vers 2001, la famille déménage en Australie.

### Pour l'honneur de Dalia
En 2003, Khouri publie un ouvrage intitulé Pour l'honneur de Dalia  (Forbidden Love) chez Random House, en Australie. L'ouvrage raconte l'histoire de Dalia, une jeune musulmane qui habite à Amman (Jordanie). Alors qu'elle tombe amoureux de Michael, un jeune major catholique de l'armée britannique, elle se voit obligée de maintenir cette relation en secret. Khouri affirme à cette époque qu'il s'agissait d'une histoire réelle et qu'elle avait connue personnellement la supposée victime ; cependant, elle explique par la suite avoir menti et que l'histoire narrée était fictive.
Le 24 juillet 2004, Malcolm Knox, rédacteur au Sydney Morning Herald, révèle que Khouri n'habitait pas en Jordanie entre 1993 et 1995 (période à laquelle était lancée Pour l'honneur de Dalia), mais qu'elle habitait Chicago avec son époux, John Toliopoulos, et ses deux fils. La presse australienne révèle en plus que Khouri avait des antécédents judiciaires d'escroquerie et qu'elle est partie se réfugier aux États-Unis pour fuir ses démêlés judiciaires.
L'affaire a inspiré un documentaire intitulé Forbidden Lie$, réalisé par Anna Broinowski.